# HSE (télévision)
Pour les articles homonymes, voir HSE.

Logo de HSE.

Home Shopping Europe est une chaîne de télévision spécialisée en télé-achat. Après avoir eu plusieurs bases au Royaume-Uni (version en anglais) et en Belgique (version en français), la chaîne est aujourd'hui diffusée depuis l'Allemagne où elle diffuse un programme en allemand à destination de l'Allemagne, de la Suisse et de l'Autriche.